# Claudio Veggio
Claudio Maria Veggio, né vers 1510, est un compositeur italien de la Renaissance. Son œuvre est principalement profane.

## Biographie
Il est né à Plaisance (Italie), où il a probablement passé la plus grande partie de sa vie. On sait de lui peu de chose : il n'est brièvement documenté que dans les années 1540. Il est alors employé en tant que compositeur et claveciniste auprès du comte Federico Anguissolo de Plaisance, à Castell'Arquato. On ne sait rien du reste de sa vie.

## Œuvre
Veggio est un des premiers compositeurs de madrigaux, dont deux recueils nous sont parvenus, publiés à Venise, l'un en vers 1540 pour quatre voix (le premier à faire usage de la note nere sous la qualification de misura breve) et en vers 1544, pour huit voix. Il a également été un compositeur prolifique en ricercari pour clavier, alternant contrepoint rigoureux et ornements. D'un point de vue stylistique, les ricercari de Veggio se situent entre les œuvres primitives pour clavier du style de Marco Antonio Cavazzoni, et celles de son fils Girolamo Cavazzoni, lequel a composé des ricercari au sens plus contemporain du terme, i.e. comme série d'imitations.
Un manuscrit de Veggio, conservé aux archives de Castell'Arquata, est capital pour les musicologues. Il s'agit apparemment d'une copie des brouillons de ses compositions, comportant de nombreux essais, ratures, révisions. C'est un des plus vieux manuscrits de musique de ce type à nous être parvenu, offrant un rare aperçu des techniques de composition de l'époque. La plupart des œuvres présentes sont des transcriptions pour claviers de compositions vocales, aujourd'hui perdues, vraisemblablement de compositeurs tiers.

## Source de la traduction
- (en) Cet article est partiellement ou en totalité issu de l’article de Wikipédia en anglais intitulé « Claudio Veggio » (voir la liste des auteurs).